# 성 요한 찬가
성 요한 찬가는 세례자 요한에 바치는 찬가이다. 계이름의 유래가 된 것으로 유명하다.
시는 파울루스 디아코누스가 쓴 것으로 전해지며, 곡을 누가 썼는지는 알려져 있지 않다. 

## 가사와 계이름
1절은 다음과 같다.

Ut queant laxis
resonare fibris
Mira gestorum
famuli tuorum,
Solve polluti
labii reatum,
Sancte Iohannes.

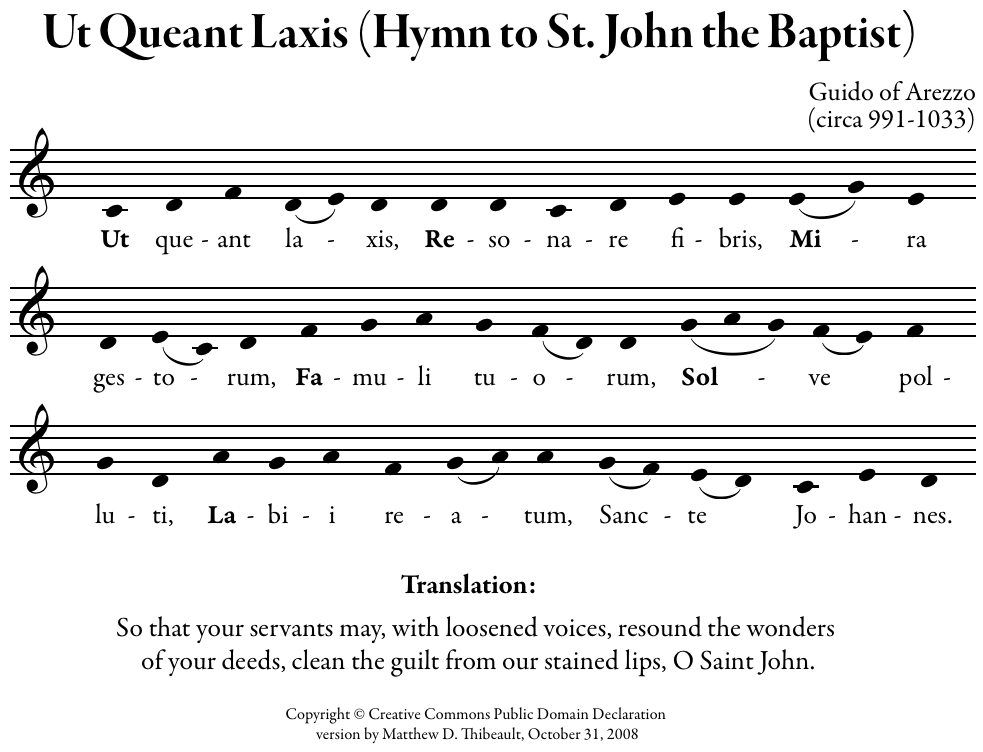

이는 다음과 같이 번역할 수 있다. ‘당신의 종이 당신의 업적의 훌륭함을 목소리로 편안히 함께 노래할 수 있도록 우리 입술의 때를 씻어 주소서, 성 요한이여.’
노래의 처음 여섯행의 첫음절식을 따면 한음씩 올라가는 헥사코드 음계가 만들어지는데, 그 음절 ut-re-mi-fa-sol-la를 하나씩 계이름으로 삼은 것이 전해져 온다. 이렇게 맨 처음으로 계이름을 붙인 사람은 귀도 다레초인 것으로 전해진다.
그 뒤, 조반니 바티스타 도니가 ut을 닫힌 발음이라 하여 do로 바꿨다. 그리고 7음계 체계가 성립되면서 일곱번째 음에 Sancte Iohannes의 첫글자를 따와 si라는 이름을 붙였다.

## 같이 보기
- 온음계와 반음계
- Do-Re-Mi
- 귀도의 손